# 讷伊加泰姆-伊特勒奈姆
讷伊加泰姆-伊特勒奈姆（法語：Neugartheim-Ittlenheim，发音：[nœjgaʁtaim.itlənaim]）是法国下莱茵省的一个市镇，属于萨韦尔讷区和布克斯维莱尔县（Bouxwiller）。该市镇总面积4.06平方公里，2009年时的人口为788人。

## 人口
讷伊加泰姆-伊特勒奈姆人口变化图示